# Tassilon III de Bavière
Pour les articles homonymes, voir Tassilon.
Tassilon III de Bavière, né vers 741, mort après 794, est un aristocrate bavarois de la dynastie des Agilolfinges, duc de Bavière de 748 à 788, une personnalité politique de premier plan à l'époque de Charlemagne.

## Biographie
Tassilon est le fils du duc Odilon de Bavière et d'Hiltrude, fille naturelle de Charles Martel. Il est donc neveu de Pépin le Bref et cousin de Charlemagne. Ce lien de parenté avec les Carolingiens permet à sa mère d'être régente du duché de Bavière à partir de 748.
En 757, au concile de Compiègne, Tassilon jure fidélité au roi des Francs, devenant ainsi le vassal de Pépin le Bref. Néanmoins, il mène par la suite une politique d'indépendance par rapport au royaume franc.
S'appuyant pour régner sur la richesse des monastères, il favorise les missions de conversion des Slaves de Carinthie, établis entre la Drave et la Save. Lorsque les Slovènes sont menacés par les Avars, Tassilon devient même leur protecteur. Il fonde l'abbaye bénédictine de Münchsmünster.
Bien qu'il ait épousé en 763 Liutberge, fille de Didier, roi des Lombards, il n'intervient pas lorsque Charlemagne attaque le royaume lombard en 773-774, mettant fin au règne de Didier en devenant lui-même roi des Lombards. La Bavière est désormais privée de tout appui en Italie, surtout après l'annexion du Frioul par Charlemagne.
Celui-ci demande à Tassilon de confirmer sa fidélité en prêtant à nouveau serment en 781. Le duc accepte de se rendre à l'assemblée de Worms, à condition que le roi des Francs lui livre des otages, afin de garantir sa sécurité.
En 787, Tassilon tente d'obtenir le soutien du pape Adrien Ier, mais la faveur de l'Église va aux Francs. Charlemagne lève trois armées pour soumettre le duc rebelle : Tassilon, contraint et forcé, renouvelle son serment au Lechfeld, près d'Augsbourg, le 3 octobre 787.
De retour dans sa capitale, Ratisbonne, Tassilon reprend cependant ses intrigues, probablement sous l'influence de son épouse, Liutberge. Notamment, il négocie avec les Avars, ennemis des Francs, mais le parti de l'aristocratie favorable à Charles fait prévenir ce dernier.
À l'assemblée de 788 dans le palais impérial d'Ingelheim, Tassilon est forcé d'avouer tous les crimes qu'on veut bien lui reconnaître et est condamné à mort. Toutefois, en raison de son lien de parenté, Charlemagne le gracie, mais lui impose de devenir moine, ainsi que les membres de sa famille ; Tassilon entre à l'abbaye Saint-Pierre de Jumièges, ainsi que son fils Théodon, Liutberge et leur autre fils Thibert, sont placés dans d'autres monastères.
Charlemagne mate alors les Bavarois rebelles et met à la tête de l'armée un préfet (latin præfectus) en la personne de son beau-frère, Gérold. La fonction de duc de Bavière est supprimée, remplacée par la charge de plusieurs comtes.
En 794, Tassilon est amené au synode de Francfort, où Charlemagne le fait renoncer publiquement à tout pouvoir. La Bavière, comme la Carinthie, sont officiellement rattachées au royaume des Francs et désormais placées directement sous l'autorité royale.

## Télévision
- Charlemagne, le prince à cheval, téléfilm franco-italo-germano-luxembourgeois en trois parties, réalisé par Clive Donner, et diffusé la première fois sur France 2 en 1993, avec Peter Sattmann dans le rôle de Tassilon.